# 森田多恵子
森田多恵子（もりた たえこ）は日本の弁護士、ニューヨーク州弁護士、西村あさひ法律事務所パートナー。

## 略歴
- 2003年3月：京都大学法学部卒業。
- 2004年10月：弁護士登録（第一東京弁護士会）。
- 2004年10月：西村ときわ法律事務所入所。アソシエイト。
- 2007年7月：西村あさひ法律事務所アソシエイト。
- 2010年6月：ペンシルベニア大学ロースクール修了。
- 2011年7月：三菱商事株式会社法務部（〜2013年）。
- 2017年1月：西村あさひ法律事務所カウンセル。
- 2017年6月22日：コスモ石油株式会社社外監査役[1]。
- 2018年1月：西村あさひ法律事務所パートナー。
- 2021年6月23日：ICJ株式会社社外取締役。
- 2021年：経済産業省日本産業標準調査会「ISO,TC309国内委員会」エキスパート。
- 2022年：経済産業省日本産業標準調査会「ISO,TC309国内委員会」委員。
- 2023年：第一東京弁護士会環境保全対策委員会委員長。

## 人物・主張
企業法務全般に広く関わり、消費者契約法、景品表示法など、消費者法制分野も手がけてきたとされている。
消費者保護において、打ち消し表示と呼ばれる、割引き条件などの記載もわかりやすい位置に書くことが求められる。表示が小さい場合やウェブサイトでスクロールしないと見えないなどの場合には違法となる可能性があると述べている。

## 著書
- （神田秀樹（責任編集）、武井一浩、松本絢子（著））『企業法制の将来展望 資本市場制度の改革への提言 2023年度版』（財経詳報社、2023年1月）
- （柴田寛子、有吉尚哉（読み手））『債権法実務相談』（商事法務、2020年7月）
- （料屋恵美（著）、武井一浩（監修））『企業担当者のための消費者法制実践ガイド』（日経BP、2016年8月）
- （武井一浩、中山龍太郎、松尾拓也、中山達也、石﨑泰哲、郡谷大輔、梅田賢、田端公美、犬塚有理沙、中村真由子、町田行人、田中麻理恵、春山俊英、黒川遥、赤坂屋潤（編著者））『金商法大系I 公開買付け（2）』（商事法務、2012年9月）
- （町田行人（編著））『大量保有報告の実務（別冊商事法務 No. 335）』（商事法務、2009年11月）
- （神田秀樹（監修）、大崎貞和、武井一浩、有吉尚哉（監修・編著））『Q&A 金融商品取引法の解説（政令・内閣府令対応版）』（金融財政事情研究会、2007年11月）